# Jean Rosière
 (juin 2009).
Si vous disposez d'ouvrages ou d'articles de référence ou si vous connaissez des sites web de qualité traitant du thème abordé ici, merci de compléter l'article en donnant les références utiles à sa vérifiabilité et en les liant à la section « Notes et références ».
Jean Rosière, né le 9 août 1956 à Cournon-d'Auvergne, est un ancien céiste français.

## Biographie
Dernier de la famille, Jean Rosière a deux frères. Il commence le canoé-kayak en 1972 à l'âge de 16 ans. Dans les années 1980 il est régulièrement en équipe de France de descente. Il participe aussi au championnat de France de Patrouille. Puis suivent ses meilleures années celles de la fin des années 1980 où il voit ses deux fils naître, Lionel en 1986, et Arnaud en 1988, qui reprendra le flambeau dans les années 2000. 1989 marque une année exceptionnelle dans sa carrière. Il participe aux championnats du monde aux États-Unis où il finit 4e. Puis il remporte le 5e marathon international des gorges de l'Ardèche en canoë uniplace. Au début des années 1990 il se met au canoë biplace avec autant de succès. Mais lors des championnats de France 1992, il se blesse gravement à l'épaule. Dès lors, âgé de 36 ans, il prend du recul avant d'arrêter la compétition en 1995, à l'âge de 39 ans. 

## Palmarès
Outre le marathon en C1 1989, Jean Rosière a remporté de nombreuses courses et championnat de France par équipe.